# Kangirsuk Airport
Kangirsuk Airport är en flygplats i Kanada.   Den ligger i regionen Nord-du-Québec och provinsen Québec, i den östra delen av landet, 1 700 km norr om huvudstaden Ottawa. Kangirsuk Airport ligger 123 meter över havet. Den ligger vid sjön Lac Hardy.
Terrängen runt Kangirsuk Airport är platt. Havet är nära Kangirsuk Airport söderut. Trakten runt Kangirsuk Airport är nära nog obefolkad, med mindre än två invånare per kvadratkilometer.. Närmaste större samhälle är Kangirsuk, 1,4 km väster om Kangirsuk Airport. 